# Take Me to the Land of Hell
 Take Me to the Land of Hell ist das zwölfte Solo-Studioalbum von Yoko Ono. Gleichzeitig ist es einschließlich der drei Avantgarde-Alben sowie Some Time in New York City, Double Fantasy, Milk and Honey, zweier Interview-Alben mit ihrem Ehemann John Lennon, zweier Kompilationsalben, des Live-Albums der Plastic Ono Band und des Studioalbums mit Kim Gordon und Thurston Moore das insgesamt achtundzwanzigste Album Yoko Onos. Es wurde am 17. September 2013 in den USA und am 30. September 2013 Großbritannien veröffentlicht.
Als Interpreten wurden auf dem Cover Yoko Ono / Plastic Ono Band angegeben.

## Entstehungsgeschichte

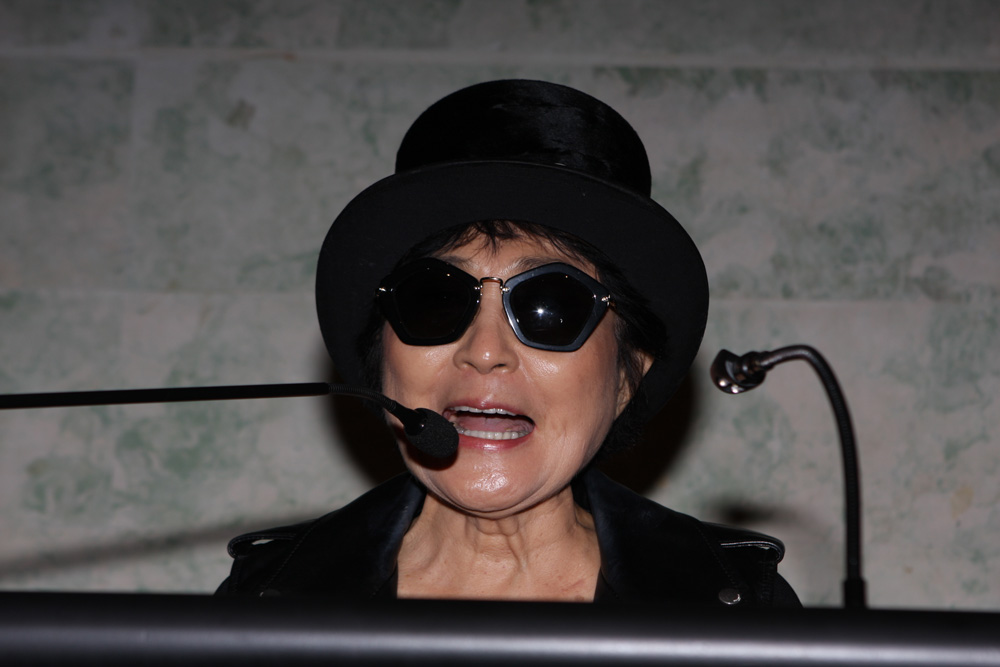
Yoko Ono, November 2013

Seit ihrem letzten Solo-Studioalbum Between My Head and the Sky aus dem Jahr 2009 veröffentlichte Yoko Ono und die Plastic Ono Band mit den Flaming Lips im Jahr 2011 eine EP mit folgenden Liedern: The Fear Litany, Do It!, Brain Of Heaven und Atlas Eets Christmas.
Im Jahr 2013, in dem Yoko Ono ihr 80. Lebensjahr vollendete, erschien das Album Take Me to the Land of Hell, das im Gegensatz zum Vorgängeralbum YOKOKIMTHURSTON wieder musikalisch kommerzieller ausgerichtet war, wobei das Album auch experimentelle Musik beinhaltet. Wiederum ist die Instrumentierung, wie bei den drei vorangegangenen Studioalben Between My Head and the Sky (2009), Blueprint for a Sunrise (2001) und Rising (1995) schlicht gehalten. Ebenfalls hat der Sohn von Yoko Ono, Sean Lennon, erneut eine führende Rolle bei der Erstellung des Albums, so spielte er mehrere Instrumente bei den Aufnahmen und war Koproduzent.
Die Mitglieder der Plastic Ono Band, die auch auf dem Vorgängeralbum Between My Head and the Sky mitwirkten, waren neben Yoko Ono und Sean Lennon: Yuka Honda, Keigo „Cornelius“ Oyamada, Hirotaka „Shimmy“ Shimizu, Yuku Araki, Shahzad Ismaily, Michael Leonhart und Erik Friedlander.
Lenny Kravitz spielte bei dem Anti-Kriegs-Lied Cheshire Cat Cry Schlagzeug und Clavinet. Das Lied Tabetai ist eine Gemeinschaftsaufnahme mit tUnE-yArDs.
Die Aufnahmedaten des Albums sind nicht dokumentiert.
Das Album wurde, wie die Vorgänger-Studioalben Between My Head and the Sky und YOKOKIMTHURSTON auf dem Label Chimera Music veröffentlicht. Das Album Take Me to the Land of Hell erschien auch als Vinyl-Langspielplatte.
Der CD liegt ein 16-seitiges Begleitheft bei, das neben Fotos von Yoko Ono auch die Texte der Lieder beinhaltet.

## Cover
Die Covergestaltung erfolgte von Geoff Thorpe. Die Fotos stammen Greg Kadel. Die CD hat ein aufklappbares Pappcover, ihr liegt ein 16-seitiges bebildertes Begleitheft bei, das die Liedtexte und Information zum Album enthält.

## Titelliste
Alle Titel des Albums wurden von Yoko Ono komponiert.
1. Moonbeams – 5:48
2. Cheshire Cat Cry – 4:58
3. Tabetai – 2:45
4. Bad Dancer – 3:11
5. Little Boy Blue Your Daddy’s Gone – 3:47
6. There’s No Goodbye Between Us – 2:42
7. 7th Floor – 3:06
8. N.Y. Noodle Town – 3:15
9. Take Me to the Land of Hell – 3:24
10. Watching the Dawn – 2:48
11. Leaving Tim – 2:49
12. Shine, Shine – 4:01
13. Hawk’s Call  – 0:15

Japan-Bonus-Titel:
1. Story of an Oak Tree – 4:33
2. Ai – 2:56

## Single-Auskopplungen

### Moonbeams
Im Vorwege erschien am 11. Juni 2013 die Download-Single Moonbeams.

### Bad Dancer
Das Lied Bad Dancer wurde im Oktober/November 2013 als Musikvideo veröffentlicht.

## Chartplatzierungen
Das Album verfehlte den Einstieg in die offiziellen Hitparaden.